# ناحیه سونگ‌بوک
ناحیه سونگ‌بوک (کره‌ای: 성북구; لاتین‌نویسی اصلاح‌شده: Seongbuk-gu) یکی از ۲۵ نواحی سئول پایتخت کره جنوبی است و در نیمه شمالی این شهر قرار گرفته‌است.

## خواهرخوانده
- شونیای، چین

## افراد برجسته از ناحیه سونگ‌بوک
- اوم کی-جون، بازیگر کره جنوبی
- وندی، خواننده، رقصنده، مدل و مجری عضو گروه رد ولوت (متولد ناحیه سونگ‌بوک)
- لی جین-هیوک، خواننده، رپر و بازیگر (متولد ناحیه سونگ‌بوک)
- یون سوک یول، سیزدهمین رئیس‌جمهور کره جنوبی (متولد ناحیه سونگ‌بوک)
- شیم جه یون با نام هنری جیک عضو گروه انهایپن (متولد ناحیه سونگ‌بوک)